# 夏見円
夏見 円（なつみ まどか、1978年7月2日 - ）は、北海道網走市出身のクロスカントリースキーの選手。

## プロフィール
網走市立第一中学校、旭川大学高等学校、日本大学文理学部体育学科卒業。
少女時代は冬にスキー、夏に陸上で活躍していた。小学生時代、北海道テレビの元局アナの堀江尚美と同じ大会で走ったことがある。
日本大学を卒業後にチチヤス乳業に入社したが、同社はレジャー事業の失敗によって多額の負債を抱えてしまい、再建のために所有していた芸北国際スキー場を売却することになり、練習場所の確保が困難となった。そのため高校時代の恩師を頼り2004年9月にJR北海道に移籍（職籍は関連会社の札新開発 桑園自動車学校）した。
2008年2月27日、クロスカントリースキー・ワールドカップストックホルム大会の女子スプリント・クラシカル（1km）で3位に入り、日本のクロスカントリースキー史上はじめて表彰台に登る快挙を成し遂げた。
2010-2011シーズン後、翌シーズンから全日本スキー連盟の強化指定選手を外れて第一線を退くこととした。
その後、2014年ソチオリンピックの技術スタッフを、NHK教育テレビジョンの「ソチパラリンピック」のクロスカントリーの大会2日目と9日目の解説を担当した。
2017年10月から1年間全日本スキー連盟の理事となった。
JR北海道を退職後、現在は国立スポーツ科学センターに勤務している。

## 主な成績
- 2001年 - 全日本スキー選手権・スプリント：優勝、W杯アシアゴ大会・スプリント：11位
- 2002年 - W杯：2大会で10位、ソルトレイクシティオリンピック・女子スプリント（1.5kmフリー）：12位、30kmクラシカル：26位
- 2003年 - 世界選手権・スプリント：16位
- 2004年 - 全日本スキー選手権・スプリント：優勝
- 2005年 - 全日本スキー選手権・スプリント：優勝、W杯ラハティ大会・1.2kmスプリント：13位
- 2006年 - W杯デュッセルドルフ大会：21位、トリノオリンピック・団体スプリント：8位入賞（福田修子とのペア）
- 2007年 - 世界選手権・スプリント：5位入賞、チームスプリント：13位（福田修子とのペア）
- 2008年 - W杯ストックホルム大会：スプリント・クラシカル：3位（五輪・世界選手権・W杯を通じ、日本選手の最高順位・初の表彰台）

## ワールドカップ・年度別成績
|        | スプリント | スプリント | スプリント      | 総合     | 総合     | 総合            |
| 年度   | 最高順位   | ポイント   | ポイント ランク | 最高順位 | ポイント | ポイント ランク |
| ------ | ---------- | ---------- | --------------- | -------- | -------- | --------------- |
| 1998年 | -          | -          | -               | 67位     | -        | -               |
| 2001年 | -          | -          | -               | 44位     | -        | -               |
| 2002年 | 10位       | 58         | 28位            | 10位     | 72       | 44位            |
| 2003年 | 10位       | 59         | 32位            | 10位     | 59       | 54位            |
| 2004年 | 11位       | 59         | 31位            | 11位     | 59       | 57位            |
| 2005年 | 13位       | 60         | 26位            | 13位     | 60       | 53位            |
| 2006年 | 10位       | 58         | 31位            | 10位     | 58       | 56位            |
| 2007年 | 8位        | 68         | 29位            | 8位      | 68       | 52位            |
| 2008年 |            |            |                 |          |          |                 |

## CM
- JR北海道「Kitaca」（2008年10月～）